# Műkorcsolya az 1994. évi téli olimpiai játékokon
Az 1994. évi téli olimpiai játékokon a műkorcsolya versenyszámait a lillehammeri Hamar Olympic Amphitheatre-ban rendezték meg február 15. és 25. között.

## Éremtáblázat
(Az egyes számoszlopok legmagasabb értéke, vagy értékei vastagítással kiemelve.)
| Az 1994. évi téli olimpiai játékok éremtáblázata műkorcsolyában | Az 1994. évi téli olimpiai játékok éremtáblázata műkorcsolyában | Az 1994. évi téli olimpiai játékok éremtáblázata műkorcsolyában | Az 1994. évi téli olimpiai játékok éremtáblázata műkorcsolyában | Az 1994. évi téli olimpiai játékok éremtáblázata műkorcsolyában | Olimpia  |
| --------------------------------------------------------------- | --------------------------------------------------------------- | --------------------------------------------------------------- | --------------------------------------------------------------- | --------------------------------------------------------------- | -------- |
|                                                                 | Ország                                                          | Arany                                                           | Ezüst                                                           | Bronz                                                           | Összesen |
| 1.                                                              | Oroszország (RUS)                                               | 3                                                               | 2                                                               | 0                                                               | 5        |
| 2.                                                              | Ukrajna (UKR)                                                   | 1                                                               | 0                                                               | 0                                                               | 1        |
|                                                                 |                                                                 |                                                                 |                                                                 |                                                                 |          |
| 3.                                                              | Kanada (CAN)                                                    | 0                                                               | 1                                                               | 1                                                               | 2        |
| 4.                                                              | Egyesült Államok (USA)                                          | 0                                                               | 1                                                               | 0                                                               | 1        |
|                                                                 |                                                                 |                                                                 |                                                                 |                                                                 |          |
| 5.                                                              | Franciaország (FRA)                                             | 0                                                               | 0                                                               | 1                                                               | 1        |
|                                                                 | Kína (CHN)                                                      | 0                                                               | 0                                                               | 1                                                               | 1        |
|                                                                 | Nagy-Britannia (GBR)                                            | 0                                                               | 0                                                               | 1                                                               | 1        |
|                                                                 |                                                                 |                                                                 |                                                                 |                                                                 |          |
| Összesen                                                        | Összesen                                                        | 4                                                               | 4                                                               | 4                                                               | 12       |

## Érmesek
| Az 1994. évi téli olimpiai játékok érmesei műkorcsolyában |                                                               |                                                           |                                                         |
| Versenyszám                                               | Arany                                                         | Ezüst                                                     | Bronz                                                   |
| Férfi                                                     | Alekszej Urmanov · Oroszország (RUS)                          | Elvis Stojko · Kanada (CAN)                               | Philippe Candeloro · Franciaország (FRA)                |
| Női                                                       | Okszana Bajul · Ukrajna (UKR)                                 | Nancy Kerrigan · Egyesült Államok (USA)                   | Csen Lu (Chen Lu) · Kína (CHN)                          |
| Páros                                                     | Oroszország (RUS) · Jekatyerina Gorgyejeva · Szergej Grinykov | Oroszország (RUS) · Natalja Miskutyonok · Artur Dmitrijev | Kanada (CAN) · Isabelle Brasseur · Lloyd Eisler         |
| Jégtánc                                                   | Oroszország (RUS) · Okszana Griscsuk · Jevgenyij Platov       | Oroszország (RUS) · Maja Uszova · Alekszandr Zsulin       | Nagy-Britannia (GBR) · Jayne Torvill · Christopher Dean |